# Svetlice
Svetlice (in ungherese Világ, in ruteno Szvetlici) è un comune della Slovacchia facente parte del distretto di Medzilaborce, nella regione di Prešov.